# Sowa (Sokolec)
Sowa (niem. Euldörfel) – przysiółek wsi Sokolec w Polsce, położony w województwie dolnośląskim, w powiecie kłodzkim, w gminie Nowa Ruda, w Sudetach Środkowych na południowym zboczu Wielkiej Sowy, nad górnym biegiem Sowiego Potoku, na wysokości do około 890 m n.p.m.
W latach 1975–1998 przysiółek administracyjnie należał do województwa wałbrzyskiego.

## Zabytki
Na terenie Sowy znajduje się zespół dawnych gospód i schronisk wzniesionych na początku XX wieku: („Marysieńka”, „Zosieńka” i „Lucynka”). Są to budynki murowano-drewniane, o architekturze typowych schronisk sudeckich.

## Szlaki turystyczne
Przez Sowę prowadzą dwa znakowane szlaki turystyczne:
- Główny Szlak Sudecki z Przełęczy Sokolej na Wielką Sowę,
- ze Świerków na Wielką Sowę.